# Забоев, Иван Назарович
Иван Назарович Забоев (30 января 1814 — 24 декабря 1908) — русский купец и общественный деятель.

## Биография
Родился в семье содержателя почтовой станции. Вместе с братом Михаилом перешёл из мещанского сословия в купеческое, записавшись первоначально купцом 3-й гильдии, а позже — 2-й. Владел питейными заведениями.
Избирался гласным Усть-Сысольской городской думы и помощником городского головы Усть-Сысольска. После создания в 1865 году Усть-Сысольского общественного банка в 1865—1866 годах был товарищем директора банка.
В 1868—1870 годах занимал пост городского головы.
Был одним из инициаторов создания Усть-Сысольского женского училища, открытого в 1858 году. Обязался за свой счёт выстроить дом для училища и в течение трёх лет оплачивать его отопление и освещение. Первоначально училище находилось в доме Забоева, а в сентябре 1859 года переехало в построенный им дом.